# Chrysotachina tieta
Chrysotachina tieta là một loài ruồi trong họ Tachinidae.